# Dufaux C.2
Dufaux C.2 – prototyp francuskiego dwumiejscowego samolotu myśliwskiego z okresu I wojny światowej.

## Historia

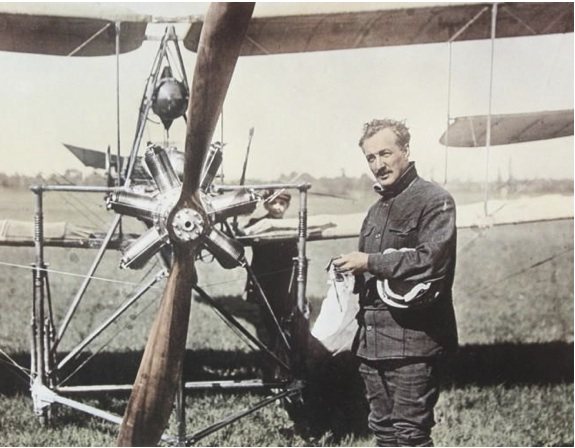
Konstruktor samolotu Armand Dufaux

Dwumiejscowy myśliwiec Dufaux C.2, oblatany wiosną 1916 roku, był dziełem inż. Armanda Dufauxa, a zbudowany został w wytwórni Societe pour la Construction et l'Entretien des Avions w Châteaufort. Nietypowa konstrukcja tego płatowca nawiązywała do samolotu SPAD S.A2: śmigło pchające zainstalowano w połowie kadłuba, za płatami i miejscami załogi. Obie części kadłuba połączone były rurowym dźwigarem, na którym osadzono silnik rotacyjny Le Rhône 9J o mocy 81 kW (110 KM), który poprzez reduktor napędzał śmigło. Załoga miała miejsce w przedniej części szerokiego kadłuba, obok siebie: strzelec-obserwator po prawej stronie, lekko wysunięty do przodu, uzbrojony w obrotowy karabin maszynowy Lewis kal. 7,7 mm z polem ostrzału 180° w przedniej półsferze; pilot miał miejsce po lewej stronie, nieco z tyłu obserwatora.
Samolot w czasie prób wykazywał zadowalające właściwości lotne, ale pojawiły się problemy z chłodzeniem silnika (osadzonego w środku kadłuba) oraz z wytrzymałością konstrukcji. Kadłub "wił się jak wąż" i podczas czwartego lotu przełamał się podczas lądowania. Samolotu nawet nie naprawiono, słusznie uważając, że prezentowany przezeń układ konstrukcyjny jest nieperspektywiczny.

## Konstrukcja

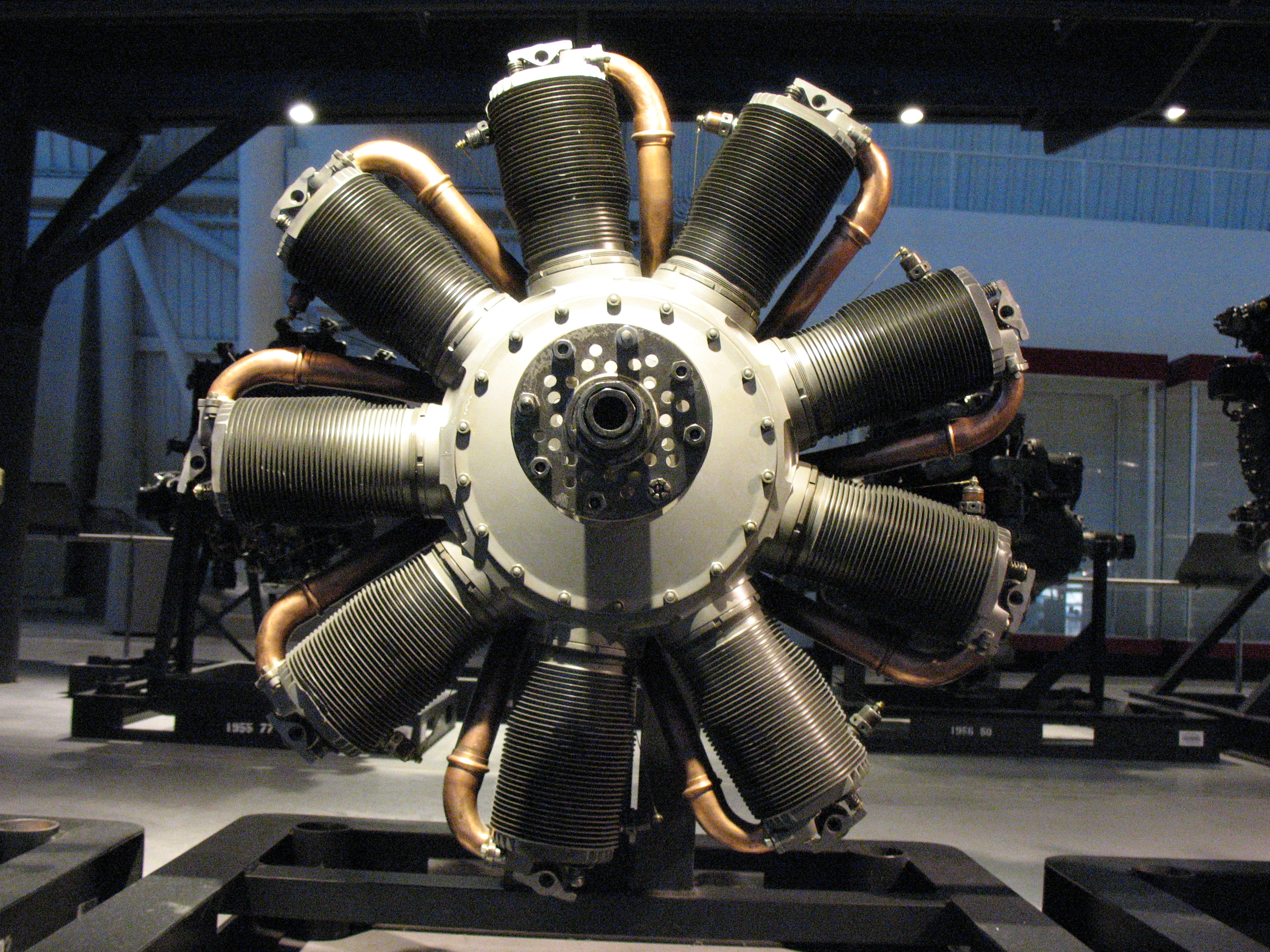
Silnik rotacyjny Le Rhône 9J

Był to dwumiejscowy dwupłat konstrukcji drewnianej. Kadłub stanowiła kratownica drewniana o prostokątnym przekroju, pokryta sklejką. Usterzenie drewniane kryte płótnem, bez statecznika pionowego, z tzw. "pływającym" sterem kierunku. Płaty dwudźwigarowe, kryte płótnem, o jednakowej rozpiętości i bez wzniosu. Komora płatów była usztywniona pojedynczym słupkiem o kroplowym przekroju i wykrzyżowana drutem stalowym. Lotki tylko na płacie górnym. Podwozie dwukołowe z tylną płozą ogonową. Śmigło dwułopatowe pchające, drewniane. Napęd stanowił 9-cylindrowy silnik rotacyjny Le Rhône 9J o mocy 81 kW (110 KM). Uzbrojenie stanowił umieszczony w kabinie strzelca karabin maszynowy Lewis 7,7 mm (magazynek 47 naboi).